# Église Saint-Sulpice de Fougères
Pour les articles homonymes, voir Saint-Sulpice.
L'église Saint-Sulpice de Fougères est une des églises paroissiales de Fougères, située au pied du château de Fougères, à l'extérieur des remparts de la ville. Le culte catholique y a lieu tous les samedi dans cette église, la messe à 11h00 et les confessions de 10h00 à 11h00.
Élevée entre les douves du château et l'ancien cours du Nançon, dans le quartier médiéval des tanneurs, elle constitue le cœur du bourg-vieil (ville-basse), par opposition à l'église Saint-Léonard, sise dans le bourg-neuf (ville-haute) qui se développa à partir du XIIe siècle. Élément majeur du patrimoine fougerais, l'église Saint-Sulpice a fait l'objet d'une mesure de classement au titre des monuments historiques le 26 septembre 1910.

## Histoire

### Des débuts incertains

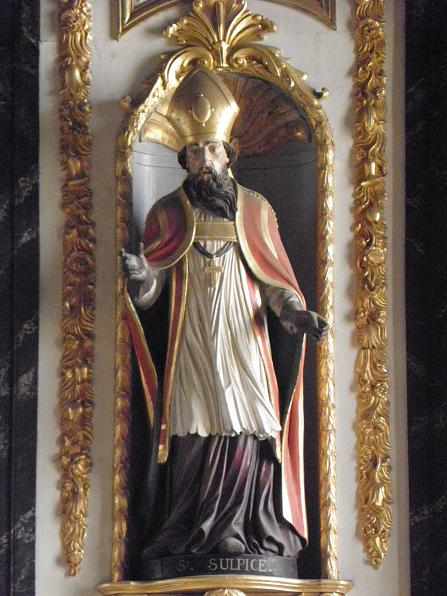
Saint Sulpice Sévère, statue ornant le maître-autel de l'église.

La fondation de la paroisse Saint-Sulpice est intimement liée à la naissance de la ville de Fougères, autour de son château, lequel est attesté dès le Xe siècle. Édifié sans doute sur le territoire de la paroisse de Saint-Martin-des-Champs (Lécousse), ce dernier comportait une chapelle castrale, placée sous l'invocation de Sainte-Marie, qui ne tarda pas à s'avérer insuffisante pour les besoins de la communauté naissante qui se regroupait alors au pied du rocher de la couarde. Aussi, les barons de Fougères favorisèrent-ils la construction de la première église paroissiale de Fougères, placée sous le patronage de Sulpice Sévère, biographe de l'apôtre des Gaules Saint-Martin. 
Les seigneurs de Fougères permirent également l'établissement d'un prieuré bénédictin à proximité de la place du Marchix, le prieuré de la Trinité, lequel dépendait de l'abbaye tourangelle de Marmoutiers qui se vit confier de surcroît l'administration de la paroisse vers 1075. L'évêque de Rennes, ordinaire des lieux, ayant autorisé la translation du culte paroissial dans l'église conventuelle en 1155, plus de trois siècles de difficultés devaient s'élever entre paroissiens et religieux quant au maintien de la paroissiale originelle. Finalement, la cure resta à la présentation de l'abbé de Marmoutiers pendant tout l'ancien régime et l'église actuelle remplaça à partir du XIVe siècle l'édifice antique.

### Un chantier laborieux
La construction de l'actuelle église Saint-Sulpice s'est étalée sur près de quatre siècles, de 1380 à 1760. Les travaux ont consisté en une suite d'agrandissements de l'église vers l'ouest (collatéraux et façade occidentale), puis dans le remplacement des parties orientales par un chœur, beaucoup plus vaste, les englobant. La nef présente ainsi certaines irrégularités de plan et d'élévation induites par la conservation temporaire de dispositions antérieures, et le style gothique flamboyant originel s'est quelque peu simplifié et affadi avec le temps.

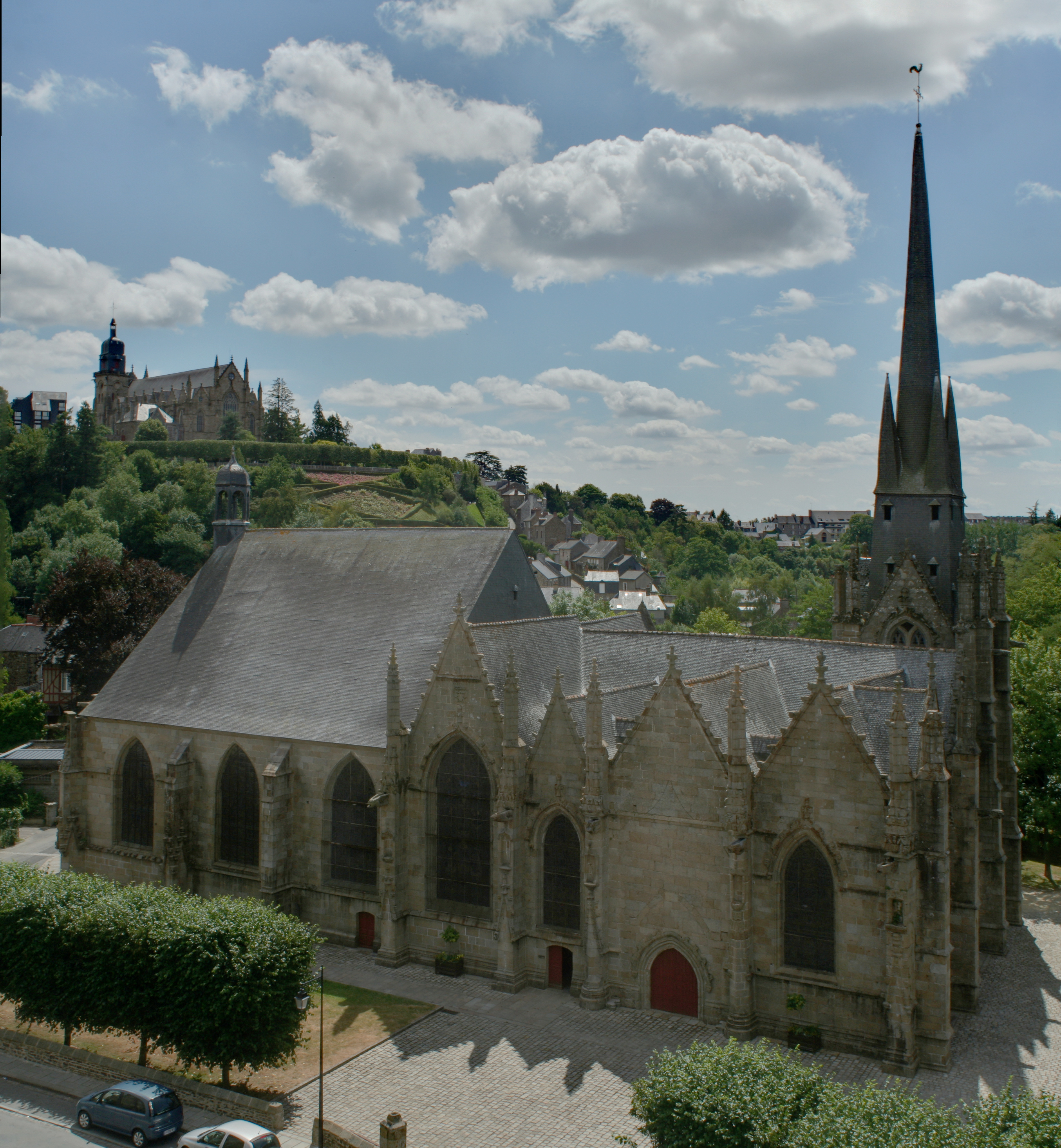
Façade septentrionale de l'église. Les décrochements des toitures des nefs et les gabarits différents des chapelles attestent de la lenteur des travaux et du défaut d'un projet directeur.

L'édifice qui a été remplacé occupait le chœur actuel. Simple nef accostée d'un clocher et d'une sacristie formant transept, il avait été probablement été allongé vers l'ouest d'une simple nef au cours du XIVe siècle. Celle-ci fut progressivement entourée par une couronne de chapelles en partant du transept, vers l'ouest : 
- édification de la chapelle des tanneurs, au sud, vers 1380 ;
- construction de la grande-chapelle Notre-Dame, au nord, consacrée le 8 mars 1410  ;
- prolongement du chœur, en 1412, dont l'abside fut remplacée par un chevet plat ;
- érection de la chapelle Paël, au nord, initialement séparée de la grande-chapelle mais qui y fut jointe entre 1450 et 1462 ;
- réalisation au sud des chapelles Saint-Sébastien (v.1420, mais relevée en 1516), Sainte-Hélène et du clocher (de 1469 à 1490) ;
- établissement au nord de la petite-chapelle Notre-Dame et de la chapelle Saint-Damyn (de 1495 à 1503), puis du pignon occidental.

Les travaux de la nef ne furent véritablement terminés qu'en 1546 et le chœur fut alors entrepris sous la houlette de Michel Thouroude, maître-d'œuvre. Interrompus par la peste qui sévît dans la région fougeraise à partir de 1562, ils ne devaient être repris et conduits à terme qu'au XVIIIe siècle, de 1747 à 1760.

### Le culte de Notre-Dame-des-Marais

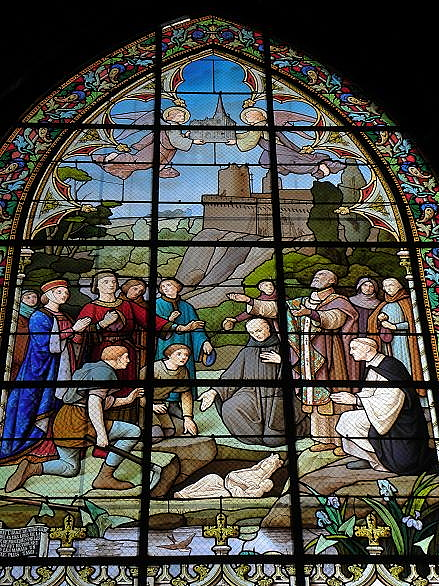
Invention de la statue de Notre-Dame-de-Marais, détail du vitrail de la légende de Notre-Dame-des-Marais.

Saint-Sulpice, outre qu'elle fut avec Saint-Léonard et Saint-Pierre de Rillé l'une des trois églises paroissiales de Fougères sous l'ancien régime, abrita le culte de Notre-Dame-des-Marais, lequel perdure encore de nos jours. La tradition veut que la statue de Notre-Dame-des-Marais ait-été vénérée dès le XIe siècle dans la chapelle castrale Sainte-Marie et qu'elle ait disparu après la prise du château de Fougères par Henri II Plantagenêt en 1166. Elle aurait été exhumée à l'occasion de la reconstruction de l'église Saint-Sulpice, au tournant des XIIIe – XIVe siècles. Un vitrail du chœur relate cette légende.
La statue actuelle, en pierre de Caen, paraît remonter au XIVe siècle, mais une restauration du XVIIIe siècle rend incertaine sa datation. Objet de la dévotion des fidèles fougerais, elle fut installée dans un premier temps dans la grande-chapelle Notre-Dame construite afin de l'accueillir. Cependant, désireux de l'apercevoir en permanence, les fougerais la placèrent dans un édicule de bois, à l'extérieur de Saint-Sulpice, en avant de la petite-chapelle Notre-Dame. Cachée à la Révolution, la statue rejoignit ce chapitret jusqu'à la construction d'une chapelle néogothique au même emplacement en 1872. Cette annexe fut détruite après la seconde guerre et Notre-Dame-des-Marais a rejoint depuis le retable de granite de la grande-chapelle qui avait été édifiée à son intention.
La statue est entourée d'une vénération particulière de la part des Fougerais. Portée en procession en 1855 après la proclamation du dogme de l'Immaculée-Conception ou lors de la mission de 1900, Notre-Dame-des-Marais a été couronnée le 8 septembre 1923 par le cardinal Charost. Le pardon se tient chaque année le premier dimanche d'octobre.
Le dimanche 28 février 2021, cette statue classée est détruite par un individu filmant son acte de vandalisme avant de le poster sur youtube.

## L'édifice

### Extérieurs
Au cœur de l'enclos Étienne de Fougères, ancien cimetière, Saint-Sulpice dresse sa masse irrégulière et singulière, fruit d'une construction quelque peu chaotique et laborieuse. L'utilisation continue de matériaux de construction d'extraction locale (granite et ardoise), la qualité de la stéréotomie, l'abondance de la décoration sculptée, ont permis de tempérer cette première impression de manque d'homogénéité. 
La partie occidentale procède du modèle d'église en vogue en Haute-Bretagne aux XIVe – XVe siècles : large vaisseau principal aveugle accosté de collatéraux à pignons multiples. Contreforts sommés de pinacles, gargouilles, toitures indépendantes et gabarits différents des chapelles animent les trois façades tandis qu'un clocher d'angle, de section carrée, présente un étage des cloches achevé par quatre pignons et coiffé d'une flèche en ardoises effilée que cantonnent quatre clochetons.
Par opposition, le chœur de trois travées, terminé par une abside à pans coupés renfermant la sacristie, abandonne cette disposition. Chœur et chapelles sont alors regroupés sous un toit unique et un petit campanile de section hexagonale orne la croupe de l'édifice. Nonobstant son achèvement au XVIIIe siècle, le chœur offre de nombreux éléments sculptés attestant d'un projet entrepris dès le XVIe siècle mais terminé tant bien que mal 150 ans plus tard avec force simplifications et économies. Ainsi des représentations des sept péchés capitaux (orgueil, avarice, luxure, gourmandise, envie, paresse et colère) sont sculptées sur les contreforts extérieurs, la fée Mélusine figure au droit de la porte sud, et une gargouille dite "le satyre" occupe l'un des angles du chevet.

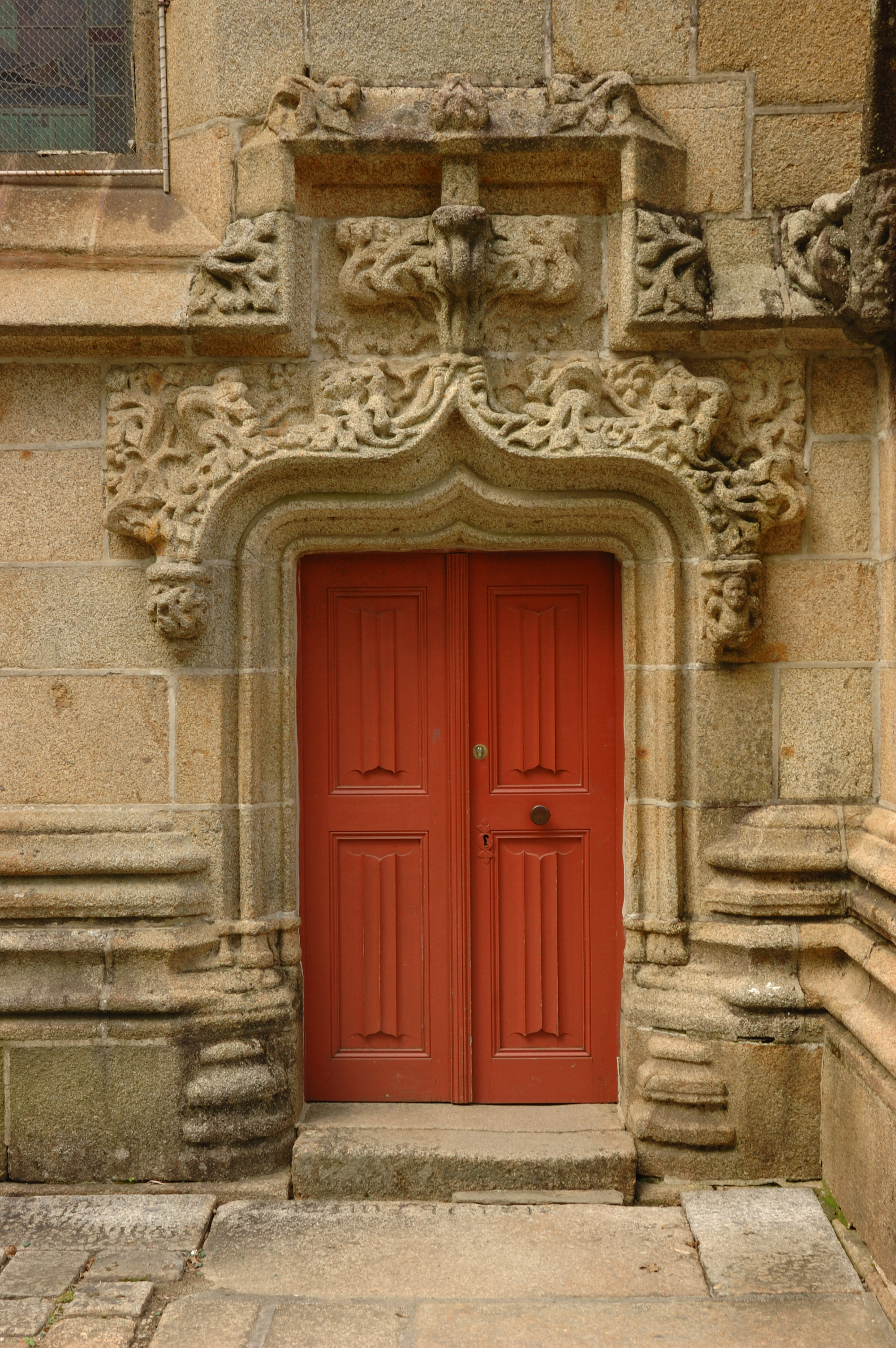
Porte en accolade de la chapelle Saint-Guillaume, ornée de culots sculptés et de choux frisés.
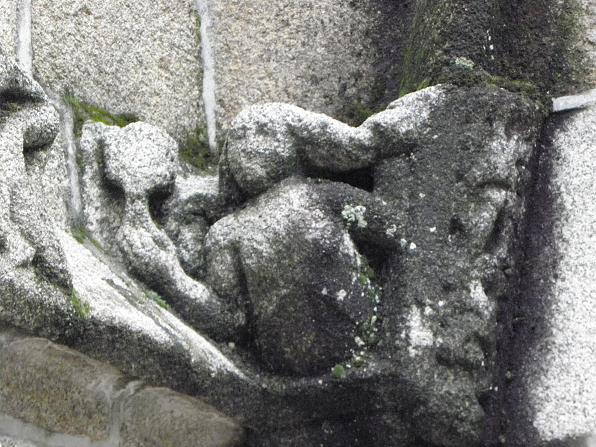
La fée Mélusine, emblème des Lusignan qui furent seigneurs de Fougères au XIIIe siècle.
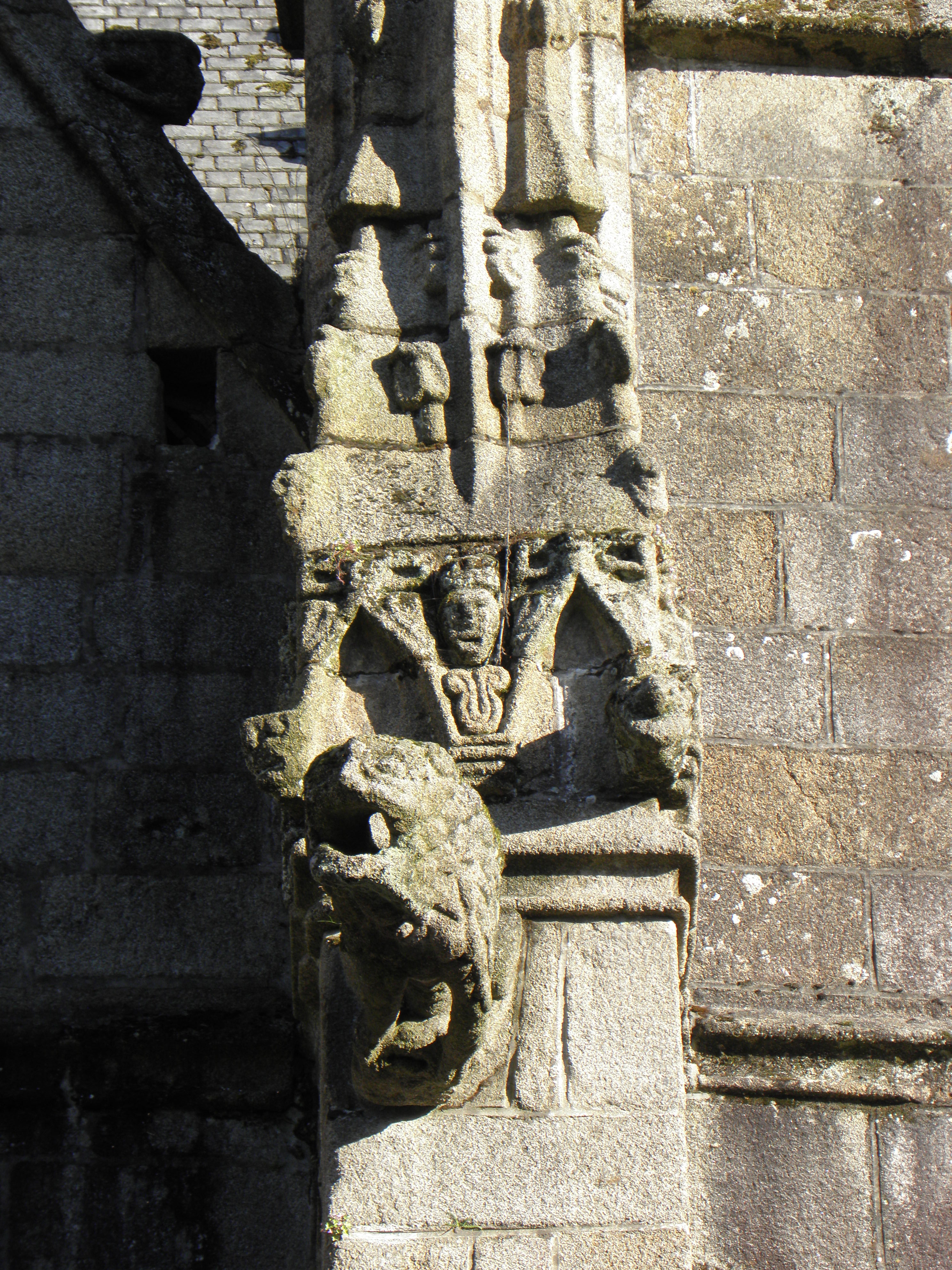
Gargouille et contrefort sculpté de la petite-chapelle Notre-Dame.

### Intérieur

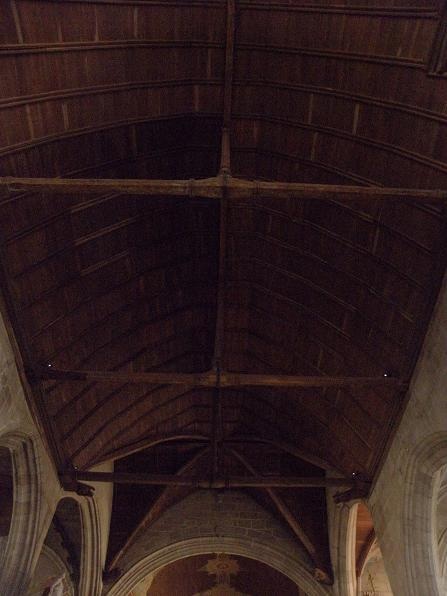
Voûtement de la nef, en douvis puis octopartite, avec ogives, liernes et blochets.

L'église est composée d'une nef de quatre travées, accostée de collatéraux, et d'un chœur à chevet plat présentant trois travées bordées de chapelles latérales, lesquelles communiquent entre elles par des portes à arc surbaissé. La séparation entre l'espace sacré et celui dévolu aux laïcs est profondément marquée. Un arc triomphal souligne l'entrée du chœur, lui-même surélevé d'une marche par rapport à la nef. Le développement des collatéraux est stoppé net au niveau de la quatrième travée par de monumentaux retables en granite datant du XVIe siècle. Les styles architecturaux différents de la nef et du chœur, le mobilier abondant et les riches lambris du chœur, la table de communion, concourent à singulariser l'espace oriental, témoignage certain de la revalorisation de la fonction sacerdotale et de la promotion du culte eucharistique après le concile de Trente. 
Le vaisseau central de la nef présente une élévation à un étage. De grandes arcades ogivales pénétrant directement dans des piliers octogonaux portent sur les trois premières travées un douvis maintenu par des tirants et arbalétriers. La quatrième travée, formant pseudo-transept avec la grande-chapelle Notre-Dame et celle des tanneurs, est coiffée d'une voûte en bois octopartite présentant ogives, liernes et blochets sculptés d'anges. L'éclairage est assuré indirectement par les collatéraux issus de la fusion de chapelles aux gabarits différents, ce qui a induit le désaxement des piliers rythmant la nef principale.
Le chœur présente une structure plus classique. Six arcs plein cintre portent une voûte de bois, en berceau, ornée de peintures ainsi que les écoinçons des arcades. Les chapelles, coiffées de demi-berceaux, sont séparées par des murs de refend percés de petites portes surbaissées. Seules les fenêtres ogivales attestent de l'origine gothique de cette partie de l'édifice terminée au XVIIIe siècle.

### Vitraux
L'ensemble de la vitrerie de Saint-Sulpice a été réalisé entre 1885 et 1926 à l'exception de cinq fragments de vitraux datant de 1558, attribués au maître-verrier fougerais Pierre Symon et ayant trait à la crucifixion du Christ. Pour autant, sans être classées, les baies de l'église présentent un intérêt certain tant du point de vue de l'art que des dévotions auxquelles elles se rapportent. S'y sont essentiellement illustrés des ateliers parisiens (Lavergne et fils, Henri-Charles et Emmanuel Tournel, Leon Payan et J. Guyonnet (1902)), ou encore les Lavallois Ludovic Alleaume et Auguste Alleaume.
L'église possède des vitraux du début du XXe siècle, notamment le vitrail patriotique de Jeanne d'Arc, vaste composition qui intègre à la foule du cortège trois poilus : ce vitrail fut offert à la paroisse par des familles fougeraies qui avaient perdu leurs fils pendant la Première Guerre mondiale.

Vitraux
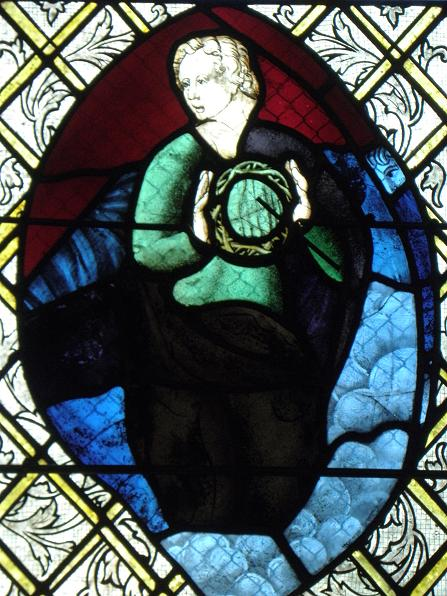
Ange à la couronne d'épines.
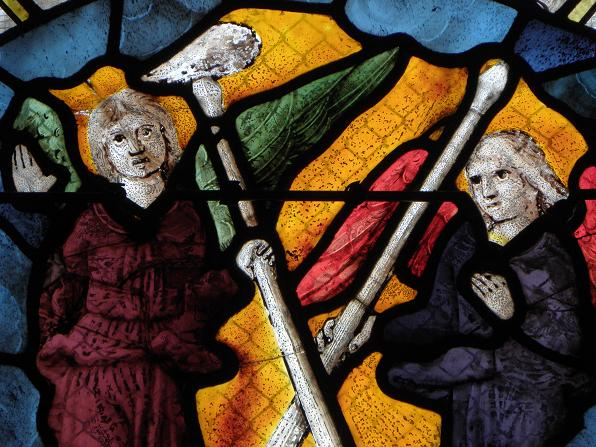
Anges avec les lances et l'éponge de la Passion.
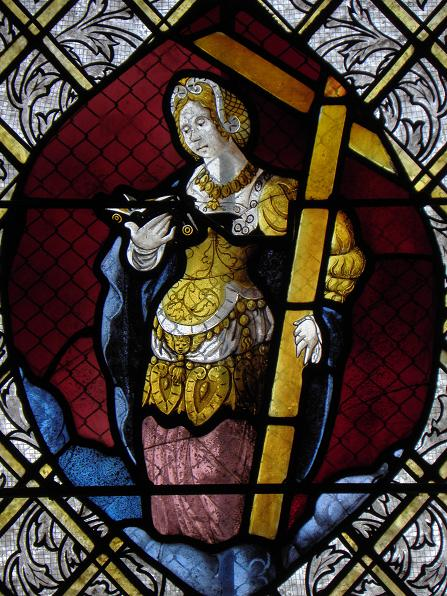
Sainte Hélène.
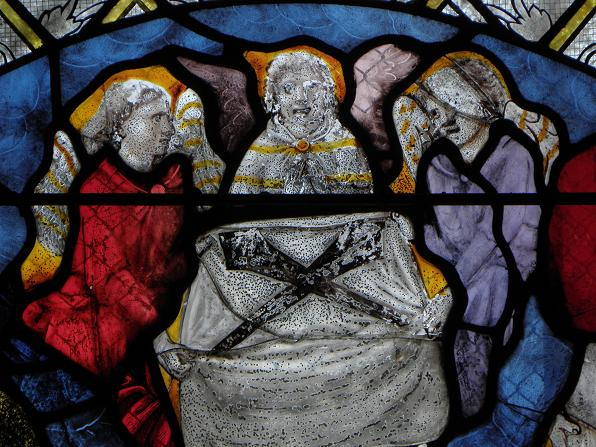
Anges avec les clous de la Passion.
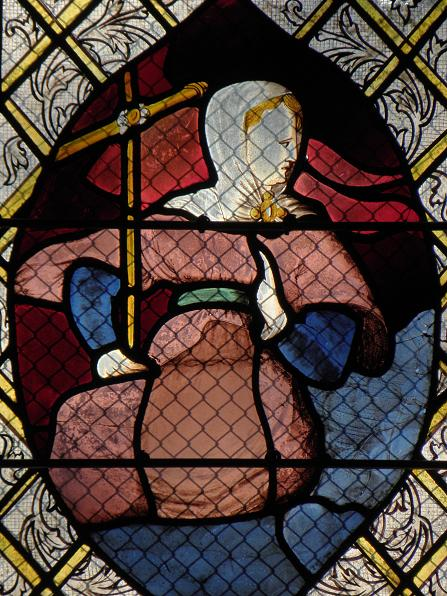
La Foi.

## Mobilier

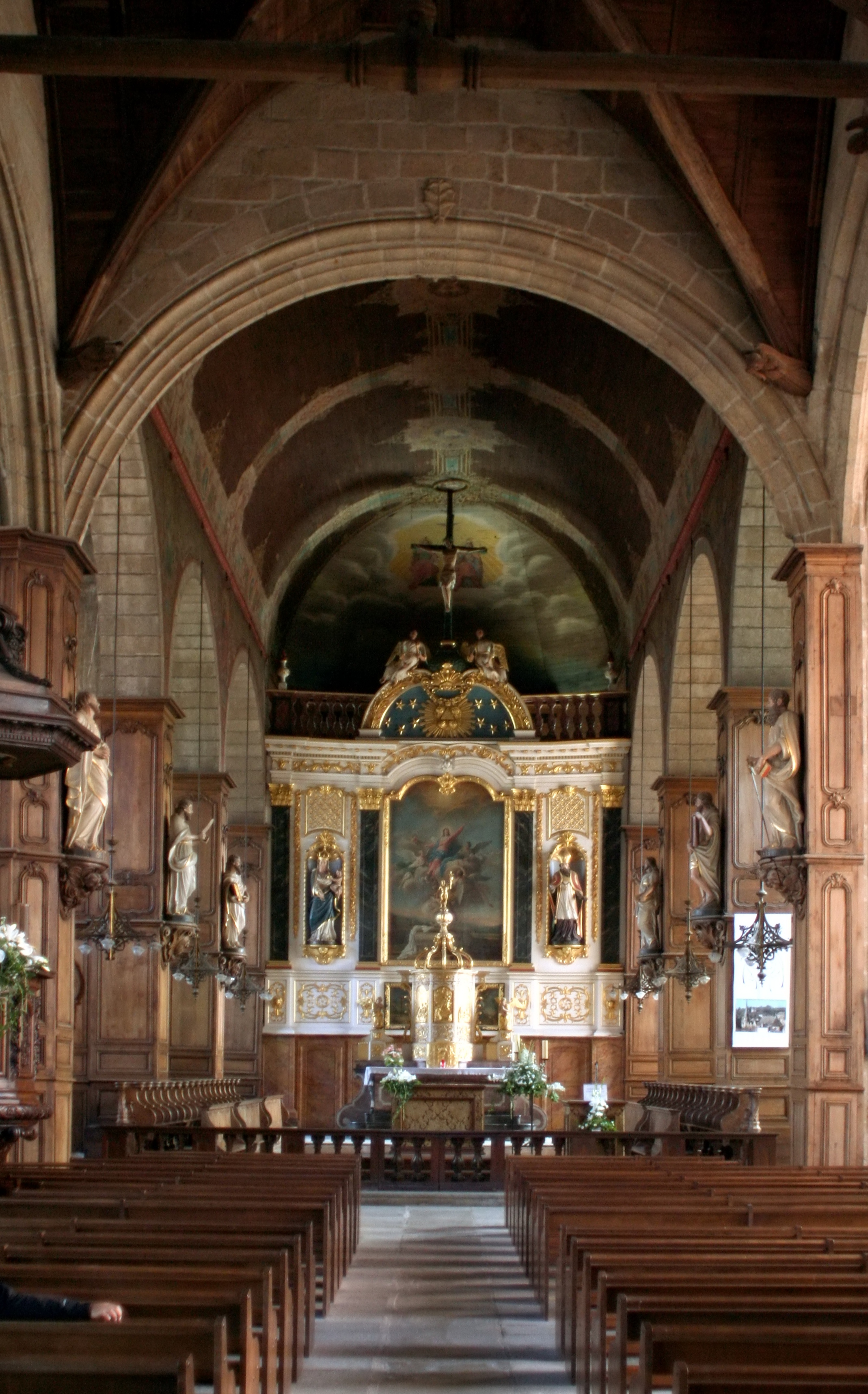
Aménagement liturgique du chœur, de style rocaille, exécuté de 1757 à 1774.

L'église Saint-Sulpice de Fougères recèle un très riche patrimoine mobilier, relativement homogène puisque la majeure partie des œuvres, classées ou inscrites, datent des XVIIe et XVIIIe siècles. Si l'aménagement du chœur procède d'un projet cohérent mené dans la seconde moitié du XVIIIe siècle, sur une quinzaine d'années, la nef, espace dévolu aux fidèles, n'a pas été oubliée et présente des embellissements nombreux de la période classique. 

### Le chœur
L'aménagement mobilier du chœur de Saint-Sulpice a été réalisé sur l'initiative de Jean Vallée, recteur de la paroisse de 1729 à 1773, qui est inhumé devant le maître-autel, sous une dalle de marbre noir. Cet ecclésiastique a eu recours à un nombre réduit d'artisans, presque exclusivement locaux, qui exécutèrent de 1757 à 1774, dans un style rocaille, l'un des plus beaux aménagements liturgiques de Bretagne datant de l'ancien régime finissant. En 1852 le clergé confia au peintre nantais : Antoine Chalot (1825-?) la peinture murale décorant le chœur de l'édifice

#### Le maître-autel
Le maître-autel a été dessiné par le fougerais La Fontaine-Jehanne. L'autel, exécuté de 1757 à 1760 par Jean Rousseau, marbrier à Laval et Rennes, est une œuvre en marbre rouge de Saint-Berthevin, noir de Solesmes, et blanc (cartouche figurant l'Agneau aux sept sceaux de l'Apocalypse). Il est classé depuis le 26 septembre 1910. 
Son tabernacle, encadré par deux anges adorateurs, daté de 1759 est lui aussi classé. Il s'agit d'une armoire semi-cylindrique enrichie de bas-reliefs représentant l'Annonciation, la Visitation, la Nativité, l'Adoration des mages, la Présentation au temple et le Baptême du Christ. Un baldaquin, sommé d'une statue du Ressuscité, couronne cette composition sculptée par Thomas Thory.

Maître-autel
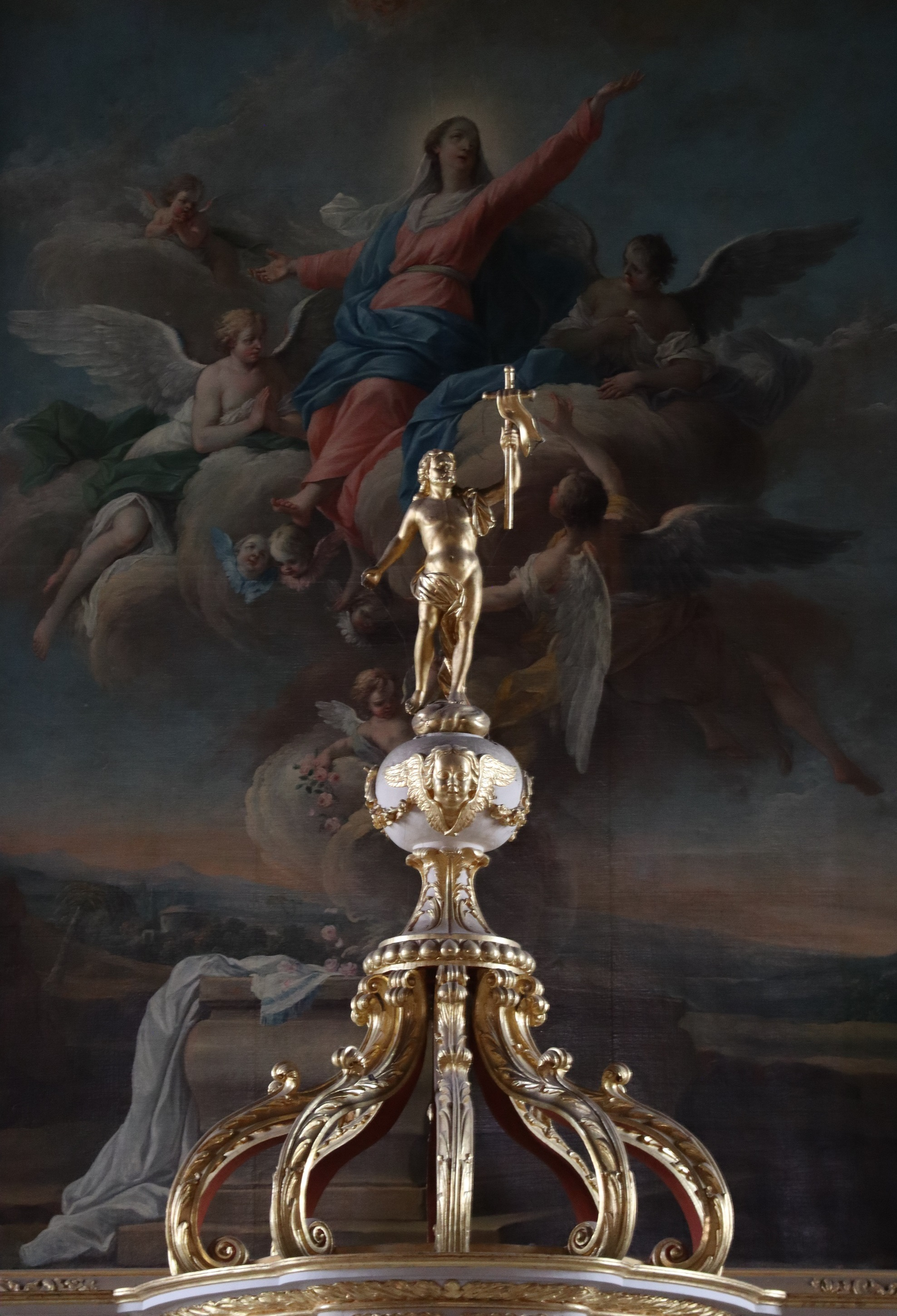
Statue du Christ ressuscité.
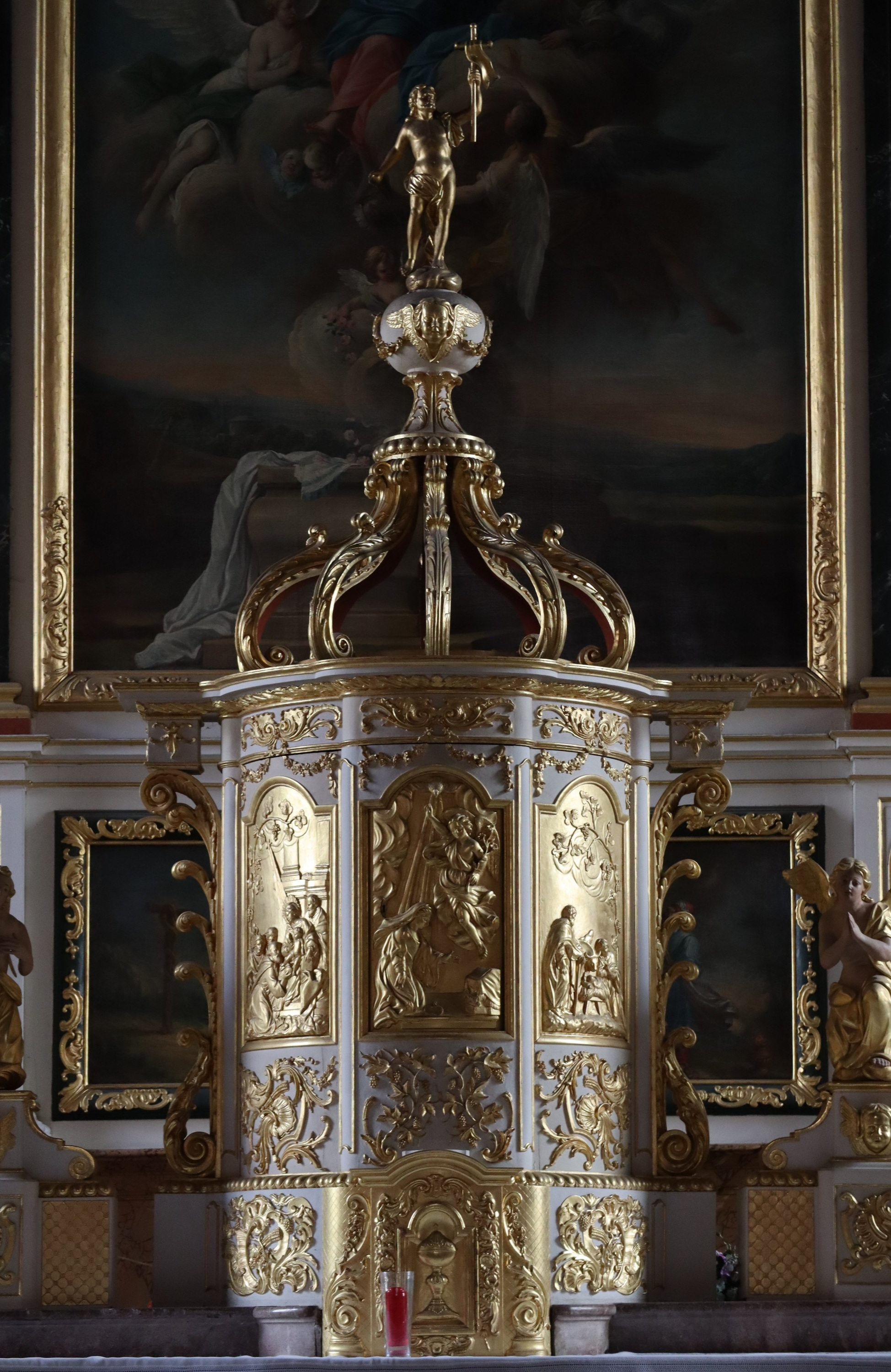
Tabernacle du maître-autel.
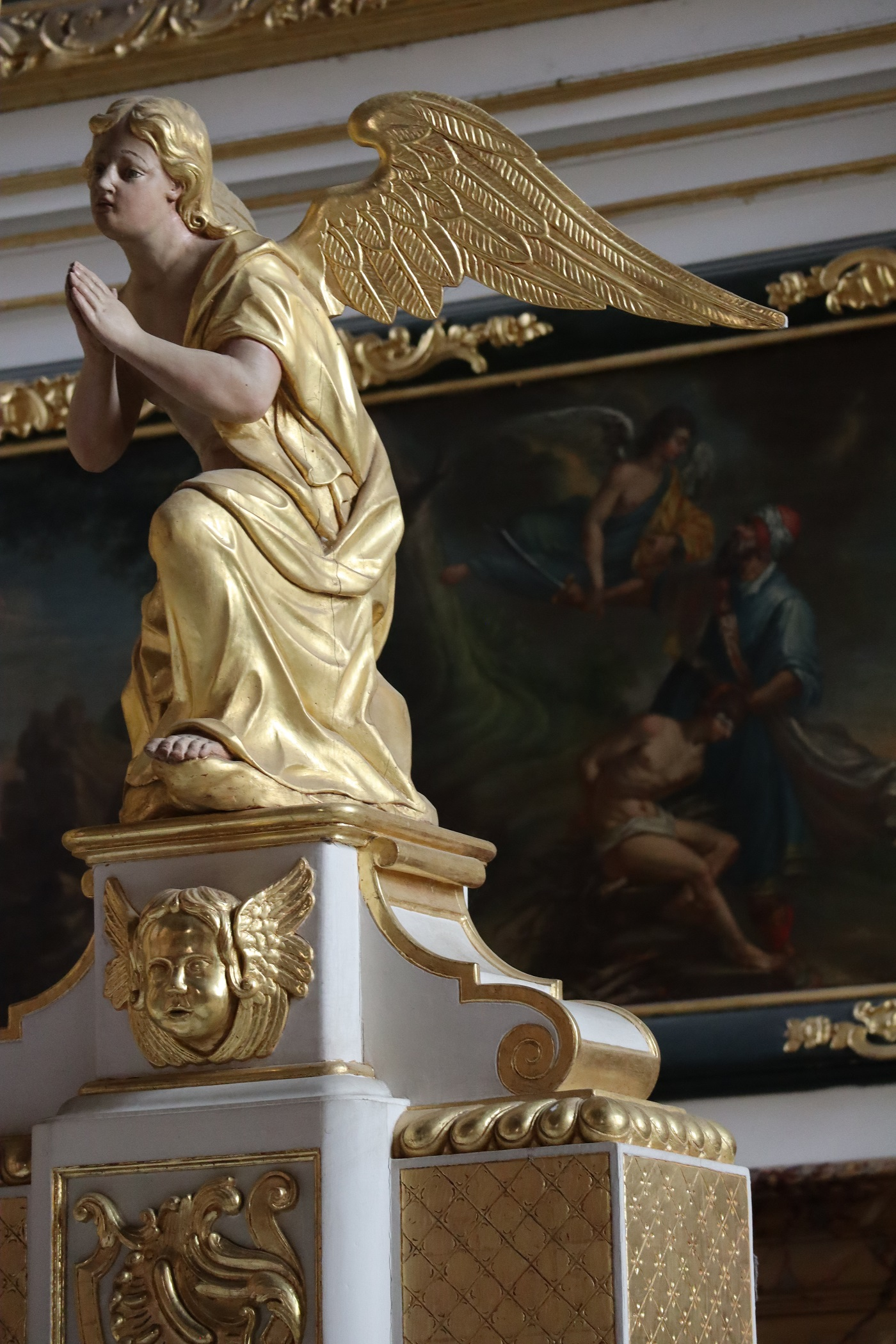
Ange adorateur droit du maître-autel.

#### Les retables, stalles et lambris
Le retable du maître-autel, toujours du dessin de La Fontaine-Jehanne, a été réalisé par Thomas Thory, sculpteur lavallois qui disposait également d'un atelier à Fougères. De style rocaille, rythmés par quatre pilastres de marbre noir, ses lambris abritent deux tableaux (une Assomption et un panneau regroupant le sacrifice d'Abraham et la scène du serpent d'airain, œuvres du peintre parisien Pierre Joulain datant de 1759) ainsi que deux statues du fougerais Antonin Viollard (Notre-Dame de Grâce et Saint-Sulpice). L'œuvre est couronnée d'une balustrade et d'un fronton triangulaire, lequel porte deux anges entourant un Christ en Croix du XIVe siècle.

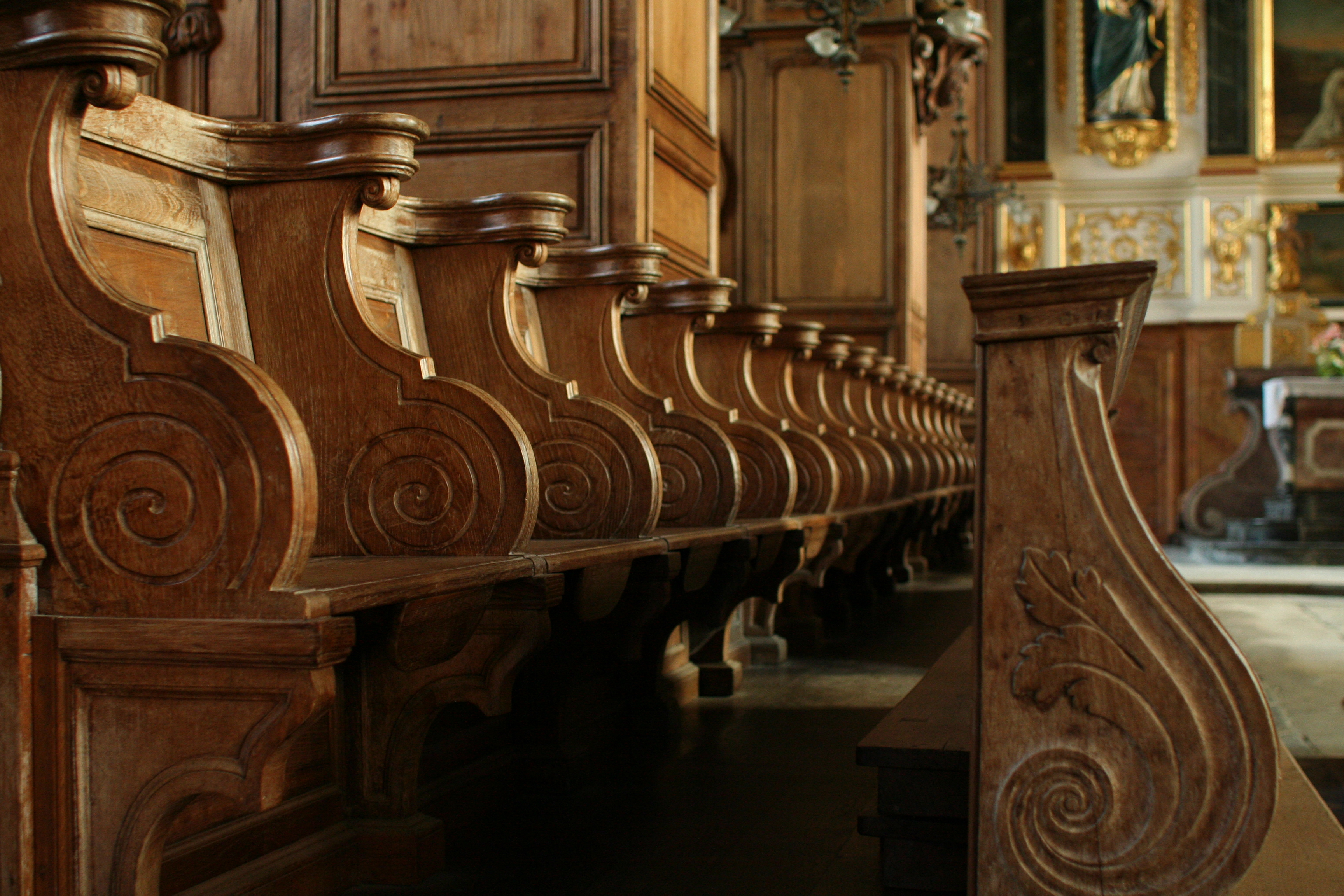
Stalles du XVIIIe siècle.

Les autels latéraux ont été élevés vers 1760-1762 par Thory, avec réemploi d'éléments de l'ancien maître-autel de l'église. De facture plus baroque, ils accueillent des statues de Sainte-Anne et Saint-Joachim.
Bien qu'elle ne fut ni collégiale ni abbatiale, l'église abrite un ensemble de stalles (1757-1762) concourant à la perspective du chœur. Douze d'entre elles furent réalisées par le même Thory. L'ensemble a fait l'objet de classements au titre des monuments historiques depuis le 26 septembre 1910.
Les lambris du chœur et les consoles portant les statues sont des dessins et ciseaux de La Fontaine-Jehanne. Ils contribuent à la théatralisation de l'espace sacerdotal, tout comme la table de communion, ancienne balustrade des autels latéraux.

#### Les peintures et sculptures
Quatre tableaux sont encastrés dans les lambris du chœur, sur les murs de refend, côté est. Peints vers 1770 par l'École de Nicolas Coypel, ils ont pour thèmes l'Annonciation, l'Adoration des bergers, l'Adoration des mages et la Résurrection. Ces œuvres sont classées depuis le 9 mars 1925. L'Annonciation est inspirée d'une œuvre de François Lemoyne.
Par ailleurs, la partie des murs de refend des chapelles regardant le chœur porte six statues sculptées par le fougerais Antonin Viollard entre 1764 et 1774. Représentant les quatre évangélistes, Saint-Pierre et Saint-Paul, elles reposent sur des consoles ornées des symboles du Tétramorphe appropriés ou de têtes d'angelots. Ces statues ont été classées également en 1925. 

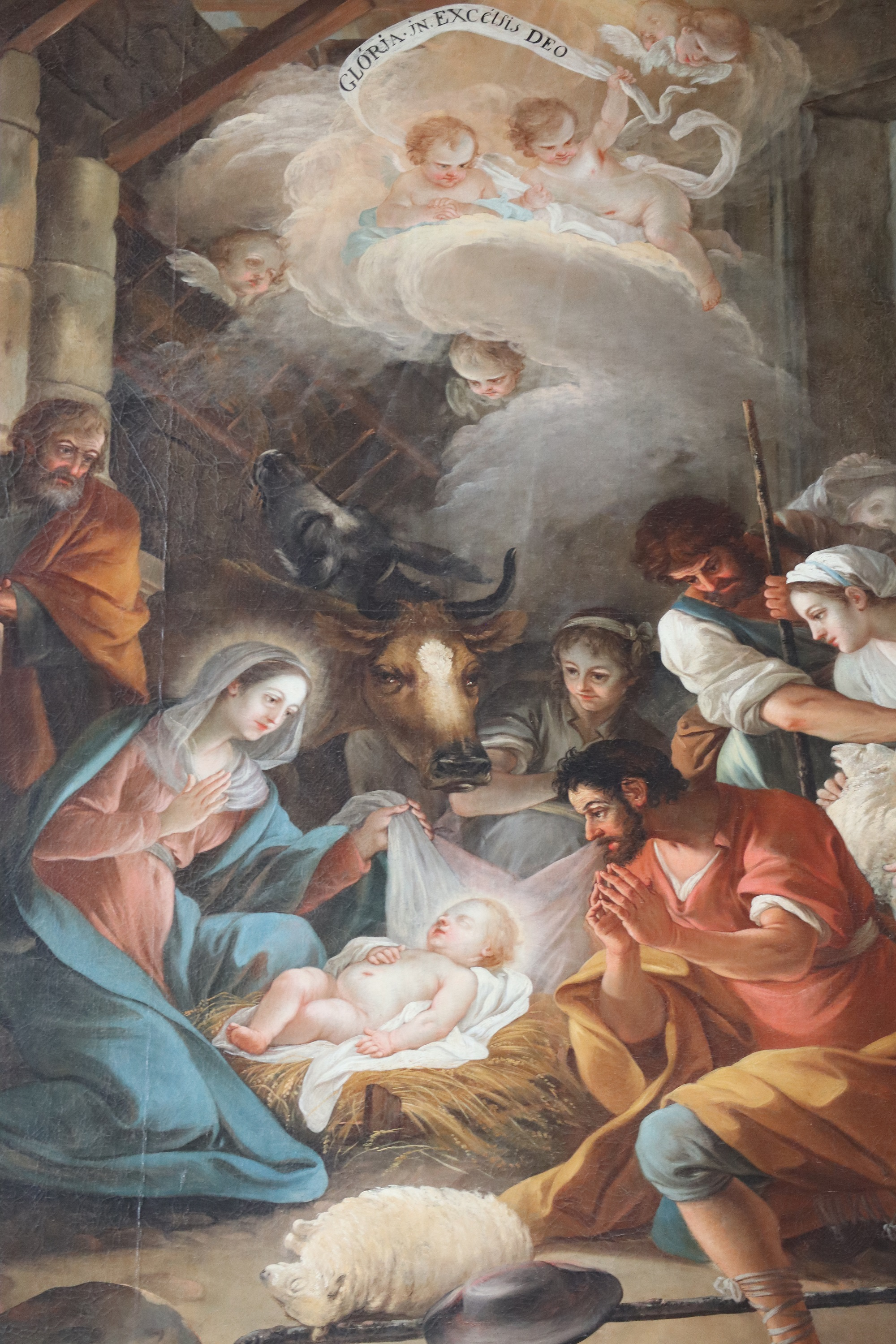
Tableau de l'École de Nicolas Coypel, La Nativité.
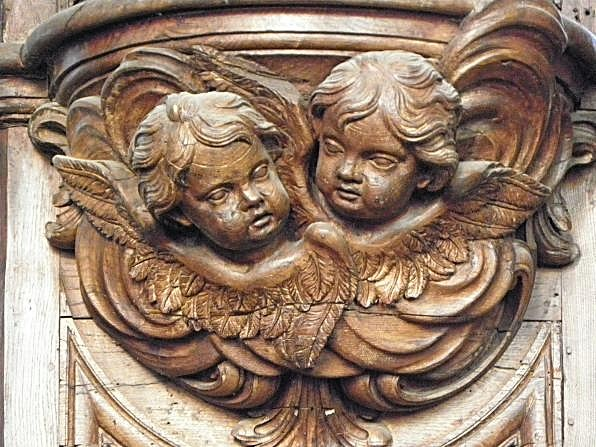
Console ornée de têtes d'angelots.
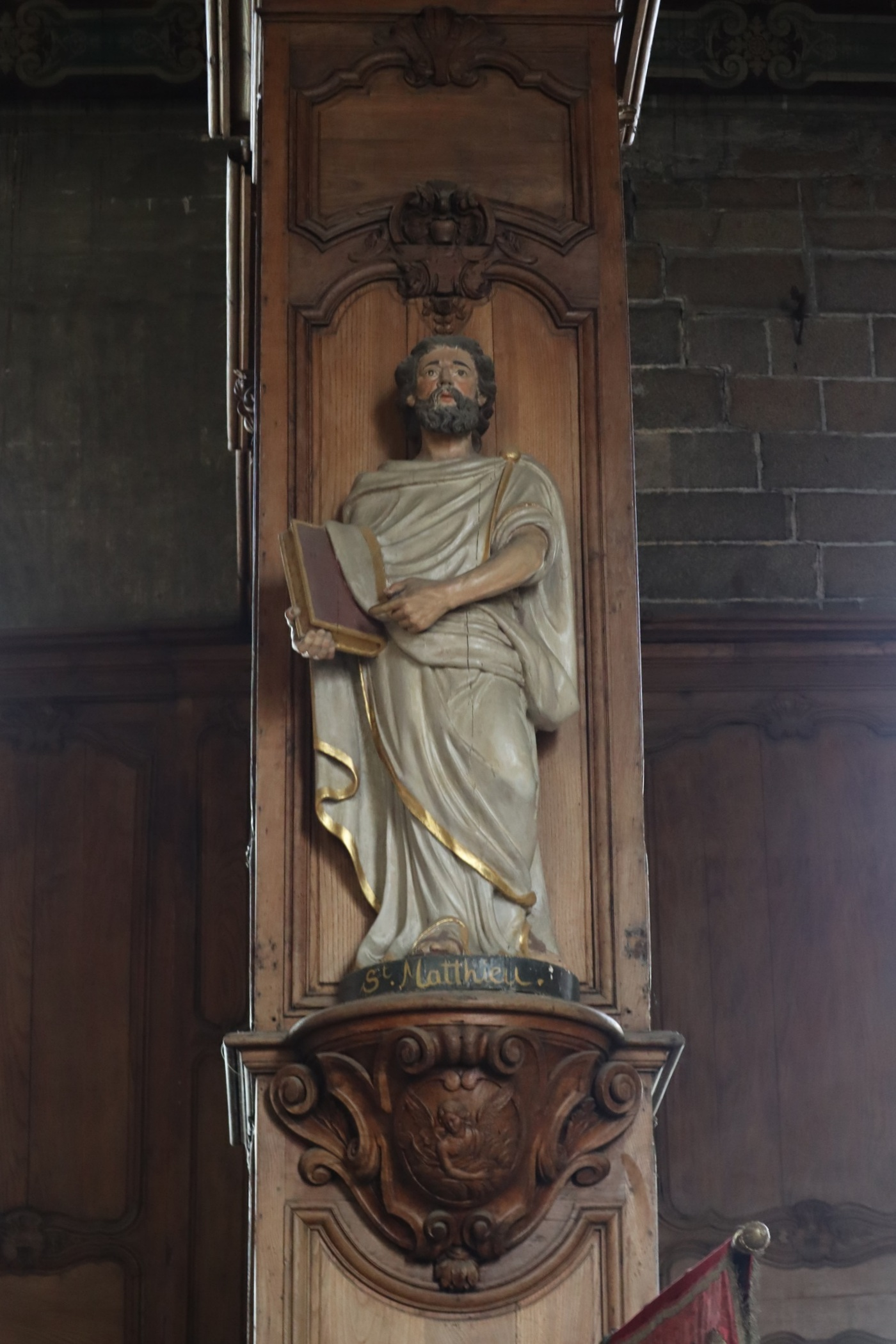
Saint-Matthieu.

#### Les orgues
Bien que la première mention d'un orgue en l'église Saint-Sulpice de Fougères remonte à 1447, les grandes-orgues actuelles sont récentes, ayant été reconstruites de 1919 à 1921 par le facteur d'orgue nantais Georges Gloton, successeur de Louis Debierre. Placées au fond du chœur, juchées sur une tribune au dessus de la sacristie, derrière une tenture, elles ne sont pas visibles des fidèles et ne comportent donc pas de buffet ouvragé. La composition, initialement de style romantique, est progressivement néo-clacissisée par le manceau Pierre Chéron puis son gendre, Yves Sévère, en 1952-1957 et 1977. Ce dernier supprime la machine Barker, dotant l'instrument d'une traction mécanique pour les notes, celle des jeux demeurant pneumatique. La console, séparée, propose une palette sonore de 28 jeux dont 25 réels.
| I. Grand-Orgue Do1–Sol5 56 notes | II. Récit expressif Do1–Sol5 56 notes | Pédale Do1–Fa3 30 notes                                                                                 |
| --- | --- | --- |
| Bourdon 16 Montre 8 Bourdon 8 Flûte harmonique 8 Prestant 4 Flûte 4 Doublette 2 Plein-Jeu IV rangs Cromorne 8 Trompette 8 Clairon 4 | Quintaton 16 Cor de nuit 8 Flûte traversière 8 Violoncelle 8 Voix céleste 8 (à partir d'Ut 2) Principal 4 Nazard 2 2/3 Doublette 2 Tierce 1 3/5 Cymballe III rangs Trompette harmonique 8 Basson-Hautbois 8 | Soubasse 16 (emprunt G.O.) Flûte 16 Montre 8 (emprunt G.O.) Dolce 8 (emprunt au bourdon G.O.) Basson 16 |

Accessoires :
- Accouplements II/I ;
- Tirasses I, II ;
- Appels Fonds I Fonds II ;
- Appels Anches I, Anches II ;
- Tutti ;
- Expression par bascule.

### La nef
Si l'aménagement somptueux du chœur magnifie la fonction sacerdotale et le mystère eucharistique, la partie occidentale de l'édifice n'a pas pour autant été négligée. 

#### Retables
De part et d'autre de l'arc triomphal qui sépare la nef du chœur, deux grands retables de granite, intégrés dans le corps des murs de refend, interrompent le développement des collatéraux bordant le vaisseau principal. De style gothique flamboyant, élevés à l'aube de la renaissance, ils figurent au nombre des derniers retables médiévaux édifiés et conservés en Bretagne. 
Le retable nord, entrepris sous le duc François II, a été achevé après que sa fille, Anne, devint reine de France, la crédence de droite présentant ainsi un écusson parti de France et de Bretagne. Devant initialement servir d'écrin à la statue de Notre-Dame-de-Marais, il accueillit jusque dans les années 1950 la Vierge du Rosaire qui occupe aujourd'hui le retable des tanneurs, l'objet de dévotion ayant recouvré son emplacement primitif depuis lors.

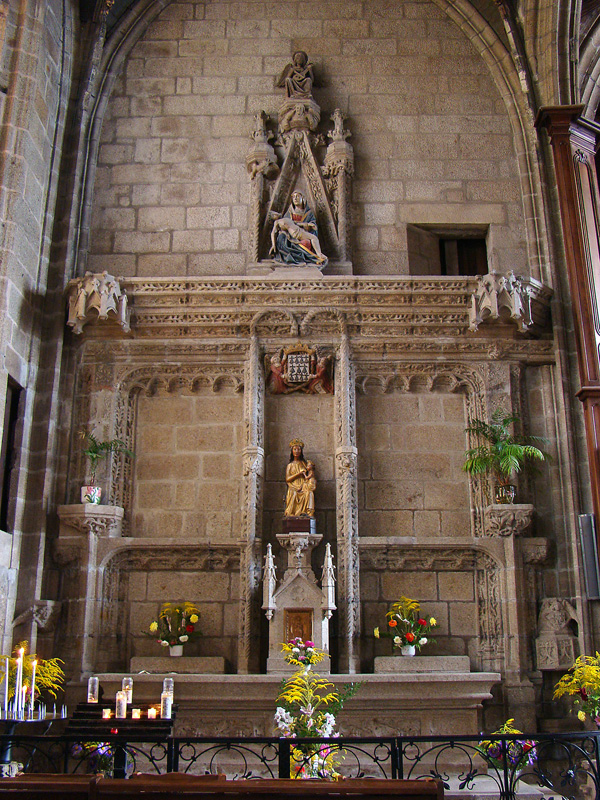
Retable de la grande-chapelle Notre-Dame.
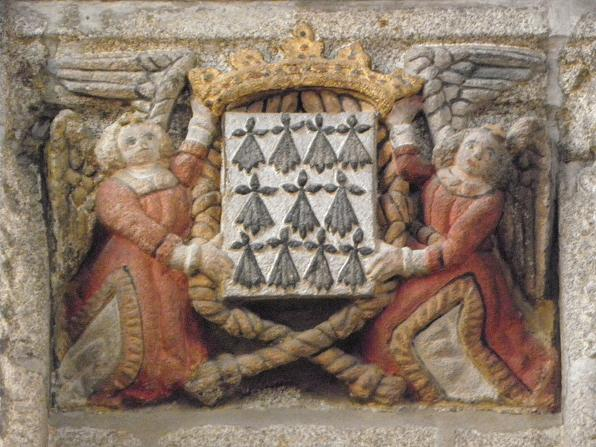
Écusson de Bretagne en bannière, entouré d'une cordelière et soutenu par deux anges.
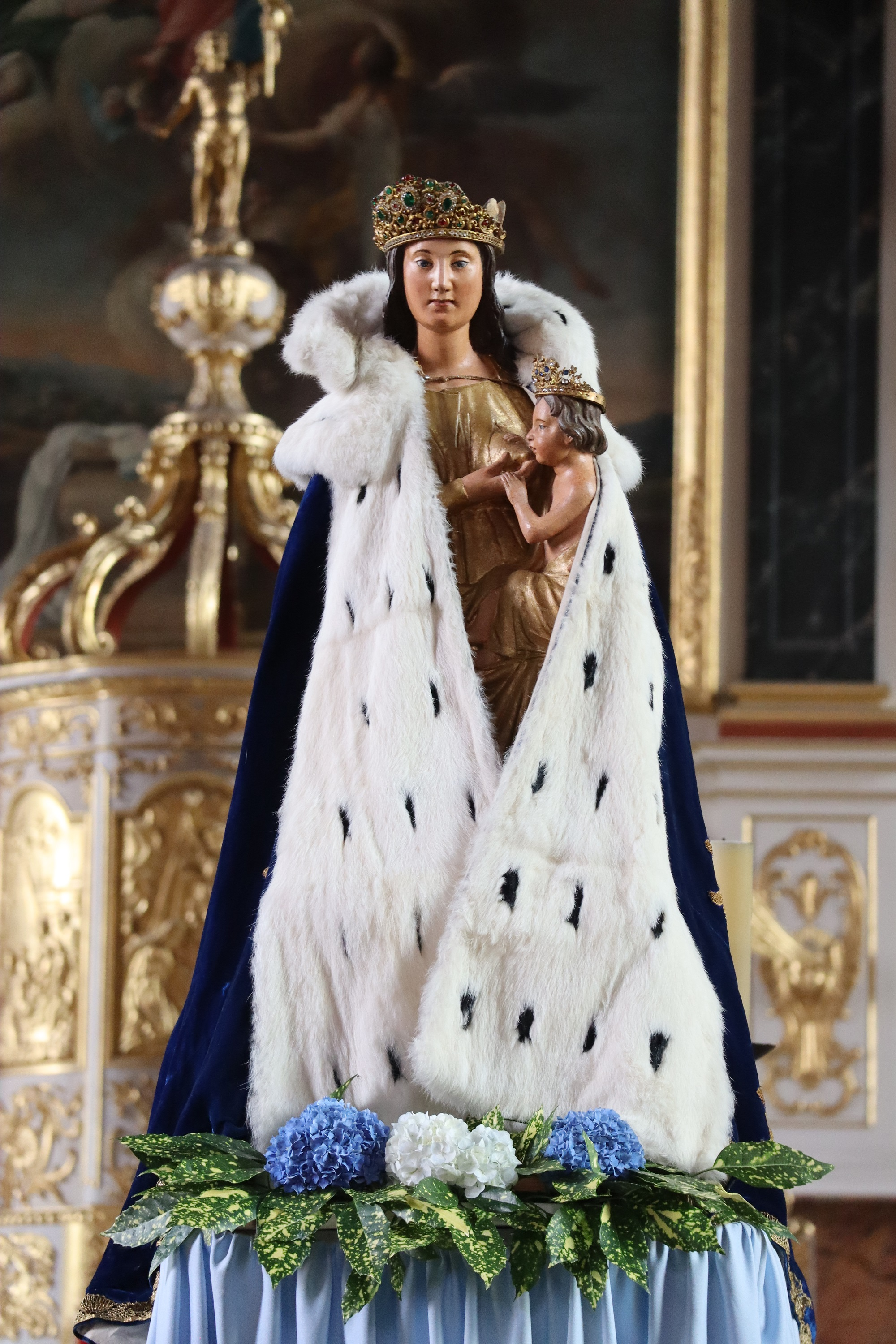
Notre-Dame-des-Marais.

Le retable des tanneurs a sans doute été achevé sous le règne de François Ier. Il présente la particularité d'offrir à son sommet l'iconographie complète des instruments de la Passion du Christ. En outre, une fleur de lis et un aigle y sont représentés sur les colonnes torses, allusion à la candidature de François Ier au titre impérial, en 1517.
Les deux retables ont fait l'objet d'une procédure de classement au titre d'immeuble le 10 décembre 1906.

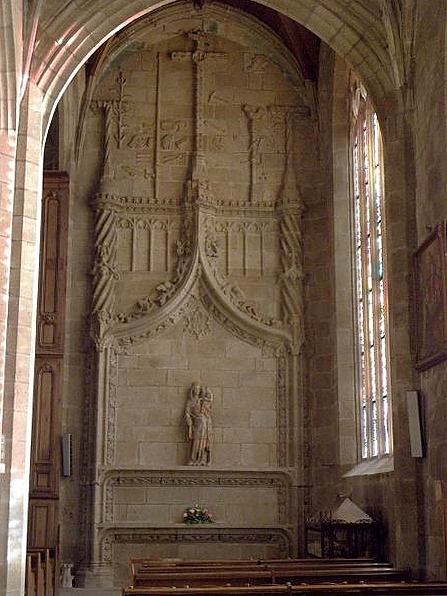
Retable des tanneurs.
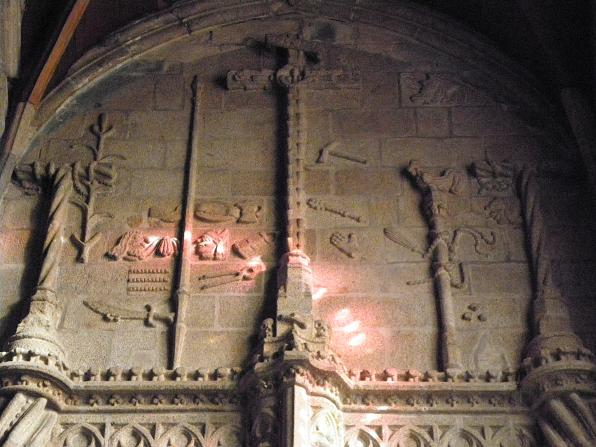
Instruments de la Passion.
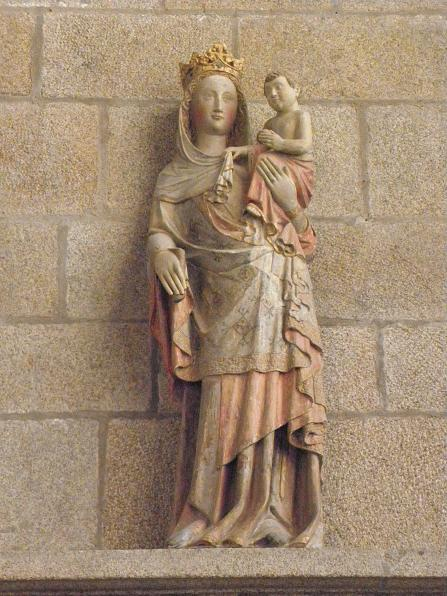
Vierge du Rosaire (XVe siècle).

#### Les tableaux
Les collatéraux de la nef de l'église conservent un certain nombre de toiles classées ou inscrites.
- Gloire d'une sainte, par Giovanni Battista Salvi dit Sassoferrato, tableau classé le 9 mars 1925[33].
- La Mission des Apôtres, toile du XVIIe siècle, inscrite le 20 mai 1977[34].
- La Donation du Rosaire, tableau de 1726 peint par Guillaume Jolivet d'après Carlo Maratta[35], inscrit le 20 mai 1977[36].
- Descente de Croix, toile de Noël Le Boussel d'après Rubens, inscrite le 20 mai 1977[37]. Cette toile provient de l'ancien maître-autel de la Basilique Saint-Sauveur de Rennes[38].
- Baptême de l'eunuque de la reine Candace d'Éthiopie par le diacre Philippe, tableau du peintre Philippe Matozrec dit Philippe[39], classé le 6 mai 1997[40].

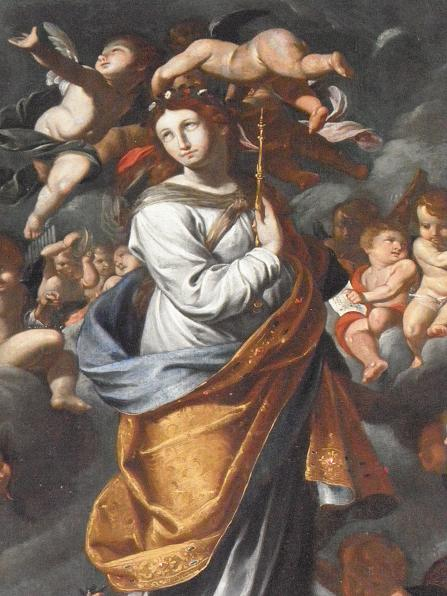
Giovanni Battista Salvi, Gloire d'une sainte.
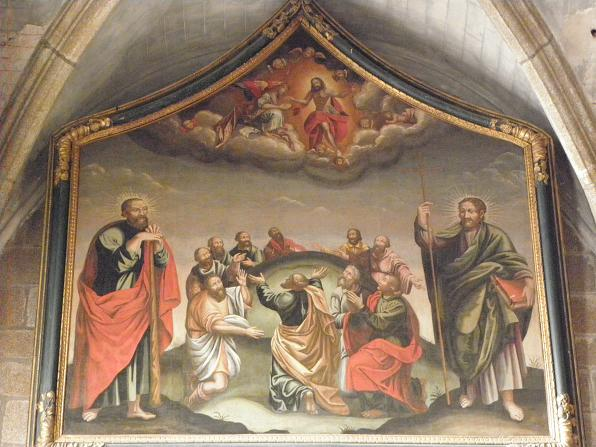
École française du XVIIe siècle, La Mission des Apôtres.
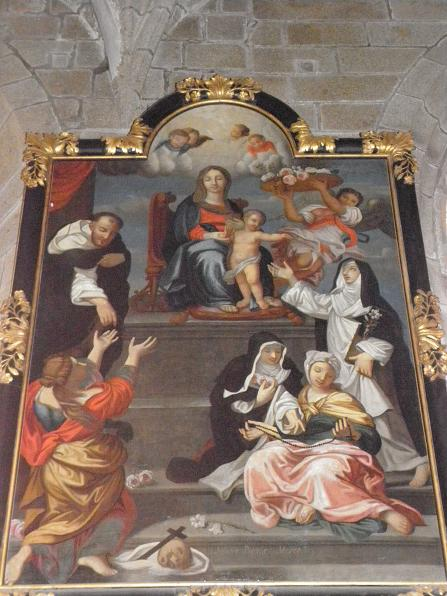
Guillaume Jolivet d'après Carlo Maratta, La Donation du Rosaire (1726).
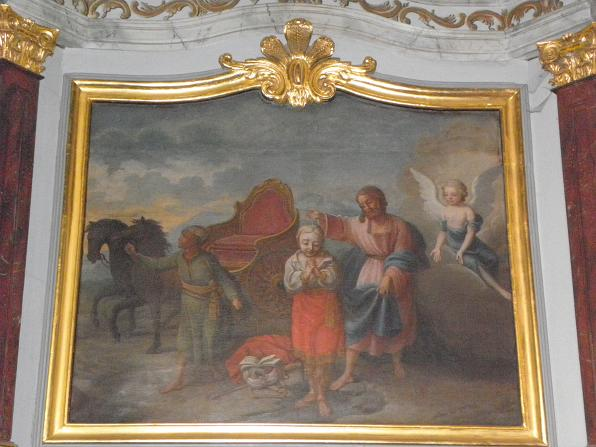
Philippe Matozrec, Baptême de l'eunuque de la reine Candace d'Ethiopie par le diacre Philippe.

#### Autres objets mobiliers
D'autres œuvres d'art présentent un intérêt certain.
- Fonts baptismaux de style Louis XV, œuvre du sculpteur Thory, datant de 1770, classés le 8 décembre 1965[41].
- Chaire sculptée par le fougerais Chesnel vers 1731-1735, classée le 8 décembre 1965[42], l'ange de l'abat-voix pouvant provenir de l'ancien buffet d'orgue[43].
- Groupe sculpté de Saint-Roch et un donateur, terre cuite de 1565, classée le 9 mars 1925[44].
- Tribune d'orgue datant de 1778, qui porta jusqu'en 1919 un buffet du dessin de Viollard, la partie instrumentale ayant été réalisée par le frère Florentin Grimont d'après les plans d'Henri Parisot, neveu du facteur d'orgue Claude Parisot. Depuis lors, l'orgue a été relégué derrière le chœur, au-dessus de la sacristie, l'instrument n'ayant plus rien à voir avec sa facture classique originelle[45].

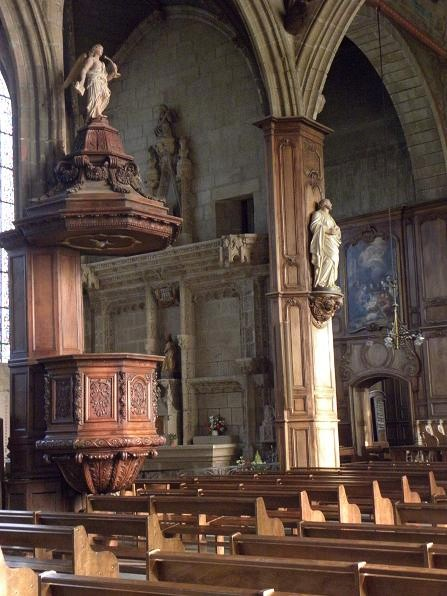
Chaire de l'église Saint-Sulpice.
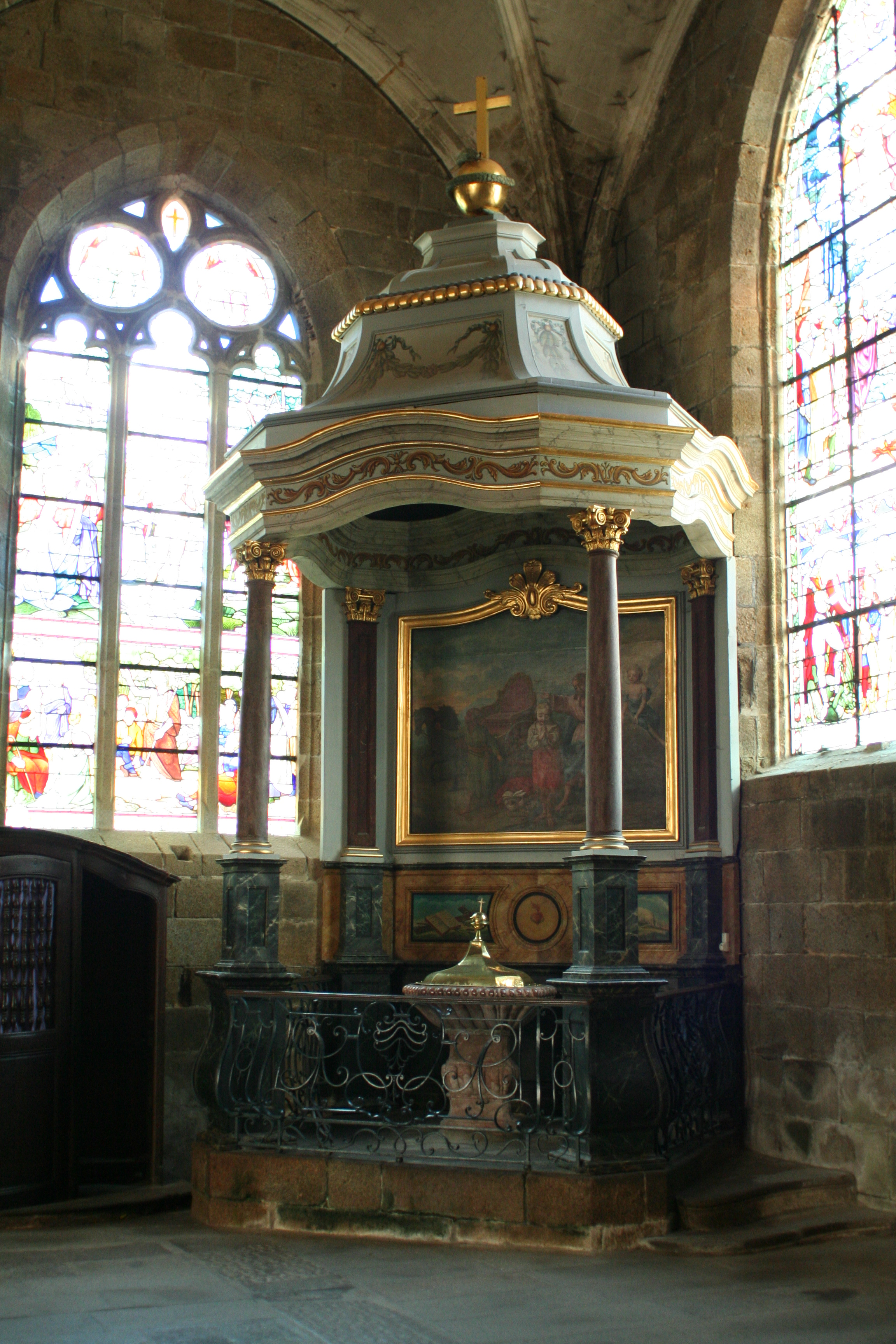
Fonts baptismaux de style Louis XV.